# Sociedade Brasileira de Ciência e Tecnologia de Alimentos
A Sociedade Brasileira de Ciência e Tecnologia de Alimentos (SBCTA) é uma sociedade científica multi-profissional, sem fins lucrativos, com sede localizada no Instituto de Tecnologia de Alimentos (ITAL), no município de Campinas, estado de São Paulo. Sua missão é apoiar o avanço científico e tecnológico das áreas de ciência e tecnologia de alimentos no país e estimular o desenvolvimento profissional de técnicos e pesquisadores da área. A sociedade possui em seu quadro de associados alunos de graduação e pós-graduação, professores universitários, pesquisadores e profissionais de diversas áreas de atuação entre eles, engenheiros de alimento, engenheiros agrônomos, químicos, engenheiros químicos, biólogos, bioquímicos, farmacêuticos, veterinários, nutricionistas entre outros.[carece de fontes?]

## Histórico
A primeira proposta de criação foi em agosto de 1966, em um documento assinado em Varsóvia, pelos cientistas brasileiros André Tosello e Walter Santos durante a realização do II Congresso Internacional de Ciência e Tecnologia de Alimentos. No último dia do evento, o comitê organizador do congresso reunido com pesquisadores brasileiros e latino-americanos aprovou a criação da Associação Latino-Americana de Ciência e Tecnologia de Alimentos (ALACTA), que teve como primeiro presidente André Tosello. A SBCTA foi oficialmente criada em em 8 de abril de 1967, no Centro de Treinamento em Campinas, hoje Coodenadoria de Assistência Técnica Integral (CATI) por 71 profissionais da área de alimentos que assinaram a ata de criação e elegeram a primeira diretoria. Após a criação da sociedade, André Tosello foi indicado pelo então reitor da Unicamp, Zeferino Vaz, para implementar a Faculdade de Engenharia de Alimentos da Unicamp.[carece de fontes?]

## Publicações
Desde de janeiro 1981, a Sociedade é responsável pela Revista Ciência e Tecnologia de Alimentos, periódico científico que faz parte das bases de dados do Institute for Scientific Information (ISI).[carece de fontes?]

## Eventos
A sociedade é também organizadora de diversos eventos, sendo o principal o Congresso Brasileiro de Ciência e Tecnologia de Alimentos (CBCTA), que teve sua primeira edição em 1977, na USP, em São Paulo, sendo o último, no caso a 21ª edição, realizado em 2008, na cidade Belo Horizonte, Minas Gerais. A próxima ocorrerá em 2010, na cidade de Salvador, Bahia.
Além do CBCTA a sociedade apoia uma série de outros eventos ligados à área de alimentos no país, como o Simpósio Latino Americano de Ciência de Alimentos (SLACA), evento bianual que ocorre sempre nos anos ímpares na cidade de Campinas, estado de São paulo.[carece de fontes?]

## Regionais e Secretarias
A sociedade possui 15 sedes e secretarias regionais, organizadas do seguinte modo:[carece de fontes?]
Existem 5 sedes regionais, localizadas em:[carece de fontes?]
- Minas Gerais
- Paraná
- Rio de Janeiro
- Rio Grande do Sul
- São Paulo (sede)

Há também 10 secretarias regionais, localizadas em:[carece de fontes?]
- Alagoas
- Amazonas
- Ceará
- Distrito Federal
- Goiás
- Paraíba
- Pernambuco
- Rio Grande do Norte
- Santa Catarina
- Sergipe